# Condado de Washington (Idaho)
O Condado de Washington é um dos 44 condados do Estado americano do Idaho. A sede do condado é Weiser, que é também a sua maior cidade. O condado tem uma área de 3 816 km² (dos quais 17 km² estão cobertos por água), uma população de 9 977 habitantes, e uma densidade populacional de 2,6 hab/km² (segundo o censo nacional de 2000). O condado foi fundado em 1879. Recebeu o seu nome a partir do primeiro presidente dos Estados Unidos, George Washington.